# عظم هلالي
العظم الهلالي (بالإنجليزية:  lunate bone)‏ عظم في المعصم (الصف الأول من عظام الرسغ) وهو الثاني من جهة الإبهام.